# لیگ برتر فوتبال انگلستان ۱۵–۲۰۱۴

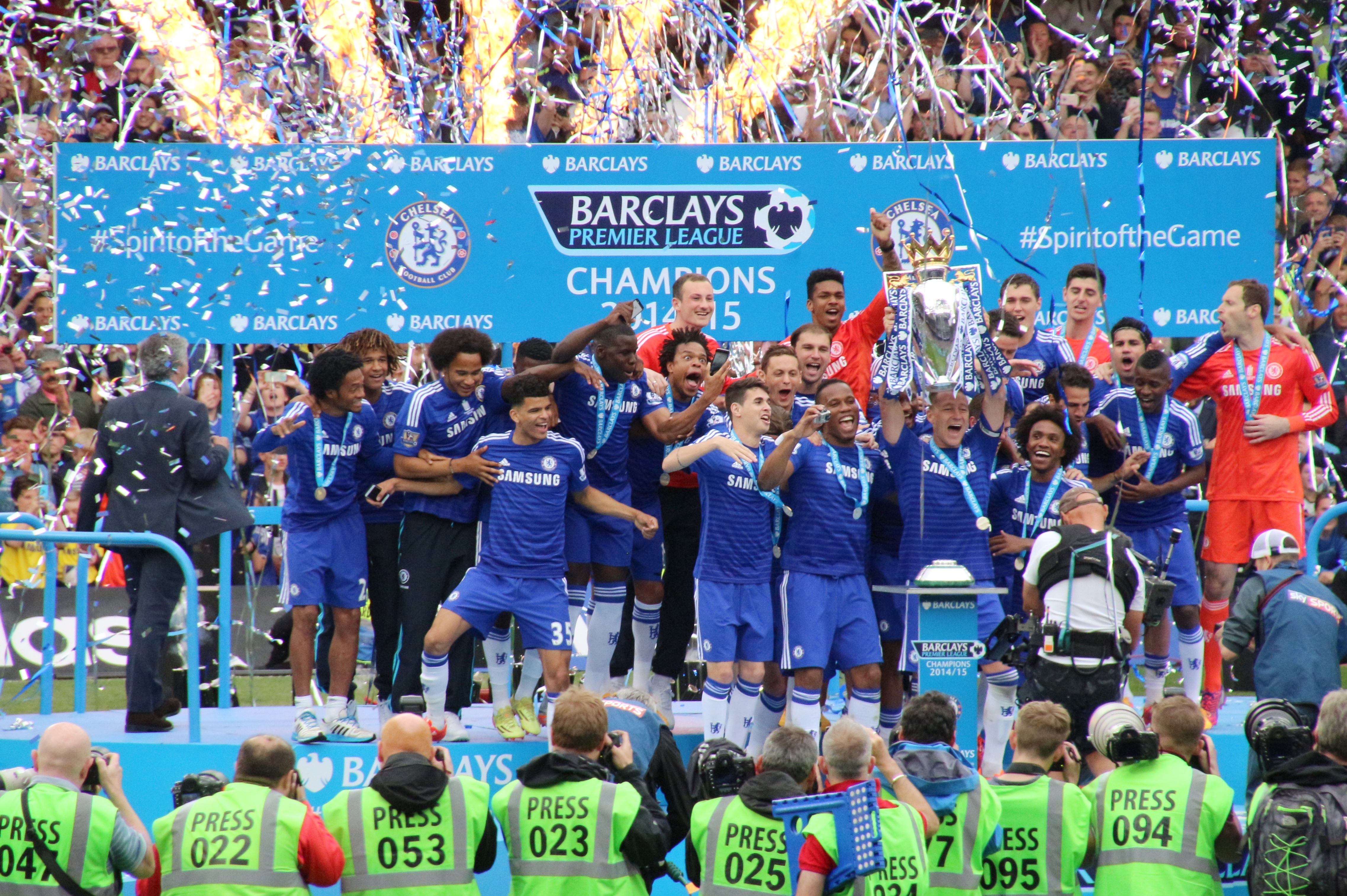
«تیم فوتبال چلسی» قهرمان لیگ برتر فوتبال انگلستان ۱۵–۲۰۱۴

لیگ برتر فوتبال انگلستان ۱۵–۲۰۱۴ بیست و سومین دوره لیگ برتر فوتبال انگلستان (شناخته شده به نام حامی مالی آن بارکلیز) است که با حضور ۲۰ تیم برگزار می‌شود. این مسابقات از روز ۱۶ اوت ۲۰۱۴ آغاز و در یکشنبه ۲۴ مه ۲۰۱۵ پایان یافت. در پایان این دوره از مسابقات، باشگاه چلسی با کسب ۸۷ امتیاز فاتح این دوره از پیکارهای لیگ برتر شد.
جو هارت، دروازه‌بان منچستر سیتی، با بسته نگه داشتن دروازه خود در ۱۴ بازی، رکورد بیشترین بازی بدون گل خورده را از آن خود کرد. سرخیو آگوئرو مهاجم منچستر سیتی نیز با به ثمر رساندن ۲۶ گل، عنوان آقای گلی لیگ برتر را به دست آورد. ادن آزار و ژوزه مورینیو، به ترتیب مهاجم و سرمربی چلسی، نیز عنوان بهترین بازیکن و سرمربی فصل را از آن خود کردند.

## تیم‌ها
هفده تیم از بیست تیم حاضر در رقابت‌ها از فصل پیش لیگ برتر هستند و سه تیم دیگر یعنی کویینز پارک رنجرز؛ لسترسیتی و برنلی تیم‌های صعود کرده از لیگ چمپیونشیپ انگلستان هستند.

### خلاصه‌ای از تیم‌ها

#### ورزشگاه‌ها
| تیم             | ورزشگاه            | ظرفیت ورزشگاه۱ |
| --------------- | ------------------ | -------------- |
| آرسنال          | ورزشگاه امارات     | ۶۰٬۳۶۱         |
| استون ویلا      | ویلا پارک          | ۴۲٬۷۸۸         |
| اورتون          | گودیسون پارک       | ۴۰٬۱۵۷         |
| برنلی           | ورزشگاه تارف مور   | ۲۴٬۴۰۱         |
| چلسی            | استمفورد بریج      | ۴۲٬۴۴۹         |
| هال سیتی        | ورزشگاه کی سی      | ۲۵٬۴۰۰         |
| لیورپول         | آنفیلد             | ۴۵٬۲۷۶         |
| منچستر سیتی     | ورزشگاه شهر منچستر | ۴۷٬۵۰۰         |
| منچستر یونایتد  | اولدترافورد        | ۷۵٬۹۵۷         |
| نیوکاسل یونایتد | سنت جیمز پارک      | ۵۲٬۳۸۷         |
| استوک سیتی      | ورزشگاه بریتانیا   | ۲۸٬۳۸۳         |
| ساندرلند        | ورزشگاه آو لایت    | ۴۹٬۰۰۰         |
| تاتنهام هاتسپر  | وایت هارت لین      | ۳۶٬۲۳۰         |
| وست برومویچ     | هوتورنز            | ۲۸٬۰۰۰         |
| وستهام یونایتد  | بویلن گراند        | ۳۵٬۳۰۳         |
| ویگان اتلتیک    | ورزشگاه دی دابلیو  | ۲۵٬۱۳۳         |
| ساوتهمپتون      | ورزشگاه سنت مری    | ۳۲٬۵۸۹         |
| بلکبرن راورز    | ایوود پارک         | ۳۱٬۳۶۷         |
| کریستال پالاس   | سلهارست پارک       | ۱۶٬۲۲۰         |
| سوانزی سیتی     | ورزشگاه لیبرتی     | ۲۰٬۵۳۲         |

- ۱ براساس فصل ۲۰۱۴–۲۰۱۵

## جدول رده‌بندی
| رتبه | تیم                                 | بازی | برد | مساوی | باخت | گل زده | گل خورده | گل تفاضل | امتیاز | صعود یا سقوط                         |
| ---- | ----------------------------------- | ---- | --- | ----- | ---- | ------ | -------- | -------- | ------ | ------------------------------------ |
| ۱    | باشگاه فوتبال چلسی (C)              | ۳۸   | ۲۶  | ۹     | ۳    | ۷۳     | ۳۲       | ۴۱+      | ۸۷     | صعود به لیگ قهرمانان اروپا ۱۶–۲۰۱۵   |
| ۲    | باشگاه فوتبال منچستر سیتی           | ۳۸   | ۲۴  | ۷     | ۷    | ۸۳     | ۳۸       | ۴۵+      | ۷۹     | صعود به لیگ قهرمانان اروپا ۱۶–۲۰۱۵   |
| ۳    | باشگاه فوتبال آرسنال                | ۳۸   | ۲۲  | ۹     | ۷    | ۷۱     | ۳۶       | ۳۵+      | ۷۵     | صعود به لیگ قهرمانان اروپا ۱۶–۲۰۱۵   |
| ۴    | باشگاه فوتبال منچستر یونایتد        | ۳۸   | ۲۰  | ۱۰    | ۸    | ۶۲     | ۳۷       | ۲۵+      | ۷۰     | صعود به لیگ قهرمانان اروپا ۱۶–۲۰۱۵   |
| ۵    | باشگاه فوتبال تاتنهام هاتسپر        | ۳۸   | ۱۹  | ۷     | ۱۲   | ۵۸     | ۵۳       | ۵+       | ۶۴     | صعود به لیگ اروپا ۱۶–۲۰۱۵            |
| ۶    | باشگاه فوتبال لیورپول               | ۳۸   | ۱۸  | ۸     | ۱۲   | ۵۲     | ۴۸       | ۴+       | ۶۲     | صعود به لیگ اروپا ۱۶–۲۰۱۵            |
| ۷    | باشگاه فوتبال ساوت‌همپتون            | ۳۸   | ۱۸  | ۶     | ۱۴   | ۵۴     | ۳۳       | ۲۱+      | ۶۰     | صعود به لیگ اروپا ۱۶–۲۰۱۵            |
| ۸    | باشگاه فوتبال سوانزی سیتی           | ۳۸   | ۱۶  | ۸     | ۱۴   | ۴۶     | ۴۹       | ۳−       | ۵۶     |                                      |
| ۹    | باشگاه فوتبال استوک سیتی            | ۳۸   | ۱۵  | ۹     | ۱۴   | ۴۸     | ۴۵       | ۳+       | ۵۴     |                                      |
| ۱۰   | باشگاه فوتبال کریستال پالاس         | ۳۸   | ۱۳  | ۹     | ۱۶   | ۴۷     | ۵۱       | ۴−       | ۴۸     |                                      |
| ۱۱   | باشگاه فوتبال اورتون                | ۳۸   | ۱۲  | ۱۱    | ۱۵   | ۴۸     | ۵۰       | ۲−       | ۴۷     |                                      |
| ۱۲   | باشگاه فوتبال وستهام یونایتد        | ۳۸   | ۱۲  | ۱۱    | ۱۵   | ۴۴     | ۴۷       | ۳−       | ۴۷     | صعود به لیگ اروپا ۱۶–۲۰۱۵            |
| ۱۳   | باشگاه فوتبال وست برومویچ آلبیون    | ۳۸   | ۱۱  | ۱۱    | ۱۶   | ۳۸     | ۵۱       | ۱۳−      | ۴۴     |                                      |
| ۱۴   | باشگاه فوتبال لستر سیتی             | ۳۸   | ۱۱  | ۸     | ۱۹   | ۴۶     | ۵۵       | ۹−       | ۴۱     |                                      |
| ۱۵   | باشگاه فوتبال نیوکاسل یونایتد       | ۳۸   | ۱۰  | ۹     | ۱۹   | ۴۰     | ۶۳       | ۲۳−      | ۳۹     |                                      |
| ۱۶   | باشگاه فوتبال ساندرلند              | ۳۸   | ۷   | ۱۷    | ۱۴   | ۳۱     | ۵۳       | ۲۲−      | ۳۸     |                                      |
| ۱۷   | باشگاه فوتبال استون ویلا            | ۳۸   | ۱۰  | ۸     | ۲۰   | ۳۱     | ۵۷       | ۲۶−      | ۳۸     |                                      |
| ۱۸   | باشگاه فوتبال هال سیتی (R)          | ۳۸   | ۸   | ۱۱    | ۱۹   | ۳۳     | ۵۱       | ۱۸−      | ۳۵     | سقوط به Football League Championship |
| ۱۹   | باشگاه فوتبال برنلی (R)             | ۳۸   | ۷   | ۱۲    | ۱۹   | ۲۸     | ۵۳       | ۲۵−      | ۳۳     | سقوط به Football League Championship |
| ۲۰   | باشگاه فوتبال کویینز پارک رنجرز (R) | ۳۸   | ۸   | ۶     | ۲۴   | ۴۲     | ۷۳       | ۳۱−      | ۳۰     | سقوط به Football League Championship |

1. 1 2  Since winners of the 2014–15 FA Cup, باشگاه فوتبال آرسنال, and winners of the 2014–15 Football League Cup, باشگاه فوتبال چلسی, qualified for the Champions League based on league position, the spot awarded to the FA Cup winners (لیگ اروپا ۱۶–۲۰۱۵) is passed to the sixth-placed team, باشگاه فوتبال لیورپول, and the spot awarded to the League Cup winners (لیگ اروپا ۱۶–۲۰۱۵) is passed to the seventh-placed team, باشگاه فوتبال ساوت‌همپتون, since those teams were the first teams in the table not already qualified for any European competition.
2. ↑  England was given an extra qualification berth for the لیگ اروپا ۱۶–۲۰۱۵ as one of the top three associations in UEFA Respect Fair Play ranking.[۲] The spot was given to باشگاه فوتبال وستهام یونایتد after finishing on top of the Premier League Fair Play table.[۳][۴]